# Sonnenmädel
Sonnenmädel ist eine US-amerikanische Tragikomödie aus dem Jahre 1936 von William A. Seiter mit Shirley Temple in der Titelrolle. An ihrer Seite spielt Frank Morgan ihren schlitzohrigen Großvater.

## Handlung
New York, Mitte des 19. Jahrhunderts. Die kleine Sylvia Appleby, die wegen ihrer bestechenden Gesichtsmerkmale von allen nur „Dimples“, also „Grübchen“, genannt wird, tritt mit ihrer eigenen Band, die aus Straßenmusikantenkindern besteht, auf und gibt selbst gesangliche Einlagen zum Besten. Sie lebt mit ihrem Großvater zusammen, „Professor“ Eustace Appleby. Der ist ein in die Jahre gekommener Schauspieler, der heute Schauspiel, Gesang und Vogelrufe lehrt und sich mit kleinen Taschendiebstählen über Wasser hält, was Dimples lange Zeit nicht glauben will. Als sie auf dem Anwesen des renommierten Theaterleiters Allen Drew auftreten, kommt es zu einem Zwischenfall. Mehrere Pelze sind verschwunden, und als Straßenkinder geraten sie natürlich sofort in Verdacht. Dimples wird beim Versuch, abzuhauen, festgehalten. Als der alte Appleby, der wieder einmal dir Langfinger war, davon erfährt, kehrt er mit den Pelzen zurück und berichtet, dass er tapfer gegen einen Dieb gekämpft habe, um diesem die Felle wieder abzunehmen und dem rechtmäßigen Besitzer wiederzugeben. Man lässt zwar alle wieder gehen, doch als man das Anwesen verlässt, muss Dimples sehen, wie ihr Großvater eine Kuckucksuhr stibitzt. 
Am nächsten Tag gibt sie beschämt die Uhr an die Besitzerin Caroline Drew zurück und sagt, dass sie sie selbst gestohlen habe. Während der Unterhaltung wird Mrs. Drew mitgeteilt, dass ihr Lieblingsneffe Allen seine Verlobung mit Betty Loring, der Tochter von Mrs. Drews Freund Colonel Loring, gelöst habe, da Allen in der Schauspielerin Cleo Marsh für sich eine neue Flamme entdeckt hat. Schockiert fordert Mrs. Drew, die das Theater ausgiebig hasst, von Allen, die Liaison mit Cleo zu beenden. Allen verweigert sich dem und kündigt an, dass er lieber das Haus seiner Tante verlassen werde. Nachdem er gegangen ist, sieht Dimples Mrs. Drew weinen. Die Tante bringt Dimples in ihr und ihres Großvaters schäbiges Wohnviertel, die Bowery, zurück und bittet den Professor, Dimples bei sich leben zu lassen, da sie der Kleinen ein besseres Leben bieten könne. Dimples bekommt mit, dass Mrs. Drew dem Professor 5.000 Dollar anbietet. Nachdem sie gegangen ist, bittet Dimples ihren Großvater unter Tränen, sie nicht zu verkaufen, woraufhin er schwört, dass er dies für kein Geld der Welt tun würde. 
Obwohl er nun finanziell nichts mehr von seiner Tante zu erwarten hat, besitzt Allen genügend Ersparnisse, um eine Aufführung des Sklavendramas Onkel Toms Hütte auf die Beine zu stellen. Er lässt die talentierte Dimples für die zentrale Rolle der „Eva“ vorsprechen und stellt den Professor als seinen Assistenten ein. Nachdem der alte Appleby Allens letzte 800 Dollar an eine Bande von Trickbetrügern verloren hat, drohen Allens Gläubiger, jemanden ins Gefängnis stecken zu lassen, sollte das Theaterunternehmen seine Rechnungen nicht bezahlen. Um ihren Großvater zu retten, willigt Dimples ein, für die versprochenen 5000 Dollar im Haus von Mrs. Drew zu leben. Als der Professor Frau Drew um das Geld bittet, sieht er Dimples weinen, weil sie sich ohne ihren Opa einsam fühlen wird. Dies geht dem alten Ganoven ans Herz, und er gibt schweren Herzens den Scheck an die generöse Lady zurück. Bevor er jedoch mit Dimples geht, überzeugt er Mrs. Drew, die durchaus seinem Altherrencharme nicht abgeneigt zu sein scheint, dass eine in Wahrheit wertlose Uhr, die er von den Trickbetrügern erhalten hatte, von Kaiserin Josephine an Napoleon Bonaparte übergeben worden ist. Daraufhin kann er die gutgläubige Dame um wenigstens 1.000 Dollar erleichtern. 
Die Premiere von Onkel Toms Hütte beginnt, doch ohne die berechnende Cleo Marsh, die Allen sofort verlassen hatte, als ihr klar wurde, dass wegen seines Bruchs mit Tante Caroline bei ihm nichts mehr zu holen sein wird. Dimples spielt Amor und kann die von Allen fallen gelassene Betty Loring ins Theater lotsen. Dimples möchte die beiden jungen Leute miteinander versöhnen. In der Zwischenzeit hat Colonel Loring die angeblich napoleonische Uhr Applebys in Augenschein genommen und festgestellt, dass es sich hierbei um eine billige Imitation handele. Nun hat Mrs. Drew genug: Mit Loring und der Polizei im Schlepptau geht man ins Theater, um dem alternden Kleinganoven endgültig das Handwerk zu legen. Der aber taucht ab und verkleidet sich als „Onkel Tom“, sodass man ihn unter der schwarzen Schminke nicht erkennt. Als der für diese Rolle eigentlich vorgesehene Schauspieler in Onkel Tom-Kostümierung auf der Bühne erscheint, ist die Tarnung des falschen Professors „geplatzt“. Beim Verlassen der Bühne wird er verhaftet, aber die Polizei, Mrs. Drew und Colonel Loring vereinbaren, bis zum Ende des Stücks zu bleiben, um die Vorstellung nicht zu stören. Zu Tränen gerührt von Evas Sterbebettszene, die Dimples herzzerreißend vorführt, muss auch Mrs. Drew anerkennen, dass das Theater doch eine wundervolle Sache sein kann, und bittet die Polizei, den Professor gehen zu lassen. 
Ein Jahr später kündigt Allen Drew, der nunmehr wieder mit Betty Loring zusammen ist, die Aufführung einer Minstrel-Show an, in der Dimples die Hauptrolle spielen wird. 

## Produktionsnotizen
Sonnenmädel entstand zwischen Anfang Mai und Mitte Juni 1936 und wurde am 9. Oktober 1936 in New York uraufgeführt. In Österreich lief der Film Mitte 1937 an, eine deutsche Premiere ist derzeit nicht feststellbar.
Nunnally Johnson war Produktionsleiter, William Darling entwarf die Filmbauten, Thomas Little besorgte die Ausstattung. Louis Silvers war musikalischer Leiter. Gwen Wakeling gestalteten die Kostüme.
Von diesem Film existiert auch eine kolorierte Fassung.

## Musik
Folgende Lieder sind zu hören:
- „Hey, What Did the Blue Jay Say“, „He Was a Dandy“, „Picture Me Without You“ und „Dixie-anna“. Musik und Text von Jimmy McHugh und Ted Koehler
- „Wings of the Morning“ (Spiritual). Musik von Jimmy McHugh.

## Kritiken
Die Österreichische Film-Zeitung schrieb: „Der neueste Shirley Temple-Film zeigt die kleine Künstlerin in ihrem Können wieder wesentlich fortgeschritten. Diesmal hat sie neben zahlreich heiteren und humorvollen Momenten sogar Gelegenheit, in einer ernsten Szene aus ,Onkel Toms Hütte‘ zu zeigen, daß ihr Talent auch dieses Gebiet umfaßt: Sie spielt die Sterbeszene des kleinen Mädchens, und rührt mit ihrer schlichten Darstellung alle Herzen. (…) Sie hat auch viele komplizierte neue Steppschritte zugelernt, die sie mit erstaunlicher Gewandtheit und starkem rhythmischem Gefühl ausführt.“

„Erstklassige Shirley.“

Halliwell’s Film Guide meinte: „Ausgezeichnetes Temple-Vehikel mit guter Würze aus der Zeit.“